# Lista de membros da Royal Society eleitos em 1698
Esta é uma lista de Membros da Royal Society eleitos em 1698.

## Fellows
- Balthasar Becker (1634 -1698)
- Sir Orlando Bridgeman (1649 - 1701)
- Giorgio Baglivi (1668 - 1707)
- Edward Haistwell (1658 - 1709)
- Domenico Guglielmini (1655 - 1710)
- John Somers (1650 - 1716)
- Maurice Emmet (1676 - 1720)
- Matthew Prior (1664 - 1721)
- Charles Spencer, 3.° Conde de Sunderland (1675 - 1722)
- Robert Molesworth (1656 - 1725)
- Edward Norris (1663 - 1726)
- James Ogilvy, 4th Earl of Findlater (1663 - 1730)
- Étienne François Geoffroy (1672 - 1731)
- Thomas Isted (1677 - 1731)
- John Fryer (1650 - 1733)
- Anthony Hammond (1668 - 1739)
- Sir John Stanley (1663 - 1744)
- George Mackay (1678 - 1748)
- Jacques Cassini (1677 - 1756)
- Sir Berkeley Lucy (1672 - 1759)